# Ormajärvi
Ormajärvi är en sjö i Finland. Den ligger i kommunen Tavastehus i landskapet Egentliga Tavastland, i den södra delen av landet, 100 km norr om huvudstaden Helsingfors. Ormajärvi ligger 94,1 meter över havet. Arean är 6,53 kvadratkilometer och strandlinjen är 15,68 kilometer lång. Sjön  ingår i Kumo älvs huvudavrinningsområde.   I omgivningarna runt Ormajärvi växer i huvudsak blandskog.